# 11064 Доґен
11064 Доґен  (11064 Dogen) — астероїд головного поясу, відкритий 30 листопада 1991 року.
Тіссеранів параметр щодо Юпітера — 3,004.